# Oskar von Lewinski
Oskar Eugen Alfred Edwin von Lewinski (* 12. Mai 1873 in Schwerin; † 13. Mai 1913 in München) war ein preußischer Offizier und Militärattaché. Er war das letzte bekannte Opfer eines Mordes mit mutmaßlich preußen- bzw. reichsfeindlichem Hintergrund in Deutschland.

## Leben
Oskar entstammte dem Adelsgeschlecht Lewinski. Er war ein Sohn des preußischen Generals der Artillerie Eduard von Lewinski und dessen zweiter Ehefrau Helene Pauline, geborene von Sperling (1847–1910).
Lewinski trat 1893 in die preußische Armee ein. 1902 wurde er zum Generalstabsoffizier ernannt, avancierte 1912 zum Major und kam im Jahr darauf als Militärattaché an die preußische Gesandtschaft in München.
Während dieser Tätigkeit wurden er und der ihm zu Hilfe geeilte bayerische Oberwachtmeister Christian Bohlender am 13. Mai 1913 in der Nähe des Friedensengels, dem heutigen Europaplatz, von dem damals 34-jährigen arbeitslosen Zinngießer Johann Straßer angeschossen. Er erlag seinen Verletzungen kurz darauf in der Gesandtschaft, dem späteren Sitz des bayerischen Ministerpräsidenten in der Prinzregentenstraße 7 in München.
Lewinski war mit Marie von Coelln verheiratet.